# Корона-Кастелари (Савона)
Корона-Кастелари је насеље у Италији у округу Савона, региону Лигурија.
Према процени из 2011. у насељу је живело 368 становника. Насеље се налази на надморској висини од 378 м.